# Портрет кардинала Кристофоро Мадруццо
Портрет кардинала Кристофоро Мадруццо — портрет кисти Тициана, подписанный и датированный 1552 годом. Хранится в Художественном музее Сан-Паулу.

## Описание
Молодой прелат Кристофоро Мадруццо, епископ Трентский, а впоследствии кардинал, одет полностью в чёрный шёлк и при ходьбе поворачивается полукругом вперёд, приподнимая рукой красную занавеску, за которой виден его письменный стол, покрытый зелёной тканью.

## Анализ
Это один из немногих портретов в полный рост, написанных Тицианом. Джованни Морелли и Чарльз Рикеттс ошибочно приписали его Джованни Морони. Картина произвела впечатление на Рикеттса (репродукция, так как он не видел оригинала) как поздняя картина Морони; он считал её неуклюжей (фр. gauche) по части живописи (отмечая «неуклюжие короткие большие пальцы») и дизайна. Такого же впечатления придерживался и Морелли, основывая своё мнение на фотографии.
Вазари упоминает этот портрет сразу после портрета посла Мендоcы, написанного в 1541 году; и, по словам Георга Гронау, его слова подтверждаются письмом от июля 1642 года, в котором портрет упоминается как законченный. Поэтому Гронау считал, что он был создан в первые месяцы 1542 года. Статья в Gazette des Beaux-Arts исправила дату на 1552 год. Работа подписана и датирована: «1.5.5.2. / TITIAN FECIT».

## Местонахождение
Ранее находившийся в замке Тренто, портрет оставался в семье Мадруццо и переходил из рук в руки. В 1836 году портрет перешёл к Сальвадори и в коллекцию барона Валентино де Сальвадори. К 1910 году он находился в коллекции Джеймса Стиллмана в Соединенных Штатах. Картина переходила из рук в руки и в 1951 году была приобретена Художественным музеем Сан-Паулу.

## Галерея
- Картина в раме
- Драпировка (фрагмент)
- Правая рука (фрагмент)
- Правая рука (фрагмент)
- Голова и плечи (фрагмент)
- Голова и плечи (фрагмент)
- Левая рука (фрагмент)

## Дальнейшее чтение
- Roblot-Delondre (May 1909). "Les Portraits D'Isabelle de Portugal Épouse de Charles-Quint". Gazette des Beaux-Arts. 51e Année. 623e Livraison. / 4e Période. Tome I. pp. 435–442.
- Museu de Arte de São Paulo. 2nd ed. Edições Melhormentos, 1978. p. 30.